# Emil Vogel
Emil Wilhelm Vogel (Zwickau, 20 juli 1894 - Mülheim an der Ruhr, 1 oktober 1985) was een Duits generaal tijdens de Tweede Wereldoorlog. Hij voerde diverse commando's en bereikte de rang General der Gebirgstruppe. Vanwege zijn dapperheid op het slagveld of succesvolle militaire leiderschap werd Vogel veelvuldig onderscheiden.

## Biografie
Van 1905 tot juli 1914 doorliep Emil Vogel de gymnasium in Zwickau en München. Op 3 augustus 1914 trad Vogel in het Bayerische Armee en vocht mee in de Eerste Wereldoorlog. Na het einde van de Eerste Wereldoorlog nam hij deel in enkele Vrijkorpsen en trad in 1919 in dienst van de Reichswehr. Hij vervulde veel staffuncties. 
Bij het uitbreken van de Tweede Wereldoorlog was hij verbonden aan de Generale Staf van de VII. Armeekorps. Vanaf 1 september 1942 nam hij het bevel over de 101. Jäger-Division aan het oostfront. Deze divisie werd in 1942 ingezet in de campagne van Kaukasus en trok zich later terug in de Kuban-bruggenhoofd waar ze zware verliezen leed. In 1944 werd Vogel met zijn divisie als onderdeel van het 1. Panzerarmee onder leiding van Hans-Valentin Hube ingesloten in de pocket van Kamenets-Podolsk door Sovjet-troepen. Een uitbraak op 5 april was succesvol en het 1. Panzerarmee kon zich weer aansluiten bij de Duitse troepen. Van 13 juli 1944 tot 9 augustus 1944 werd Vogel in de Führerreserve geplaatst. Vanaf 10 augustus voerde hij het XXXVI. Gebirgskorps in Finland aan. Na het terugtrekken van Finland uit de Tweede Wereldoorlog trok Vogel zich terug naar Noorwegen. In 1945 werd Vogel gevangengenomen door Britse troepen. In 1947 werd Vogel vrijgelaten.
Vogel was getrouwd en had twee kinderen.

## Militaire loopbaan
- Fahnenjunker: 3 augustus 1914[1]
- Fahnenjunker-Unteroffizier: 1 januari 1915[1]
- Fähnrich: 13 maart 1915[1]
- Leutnant: 2 juni 1915 (Patent 15 november 1913; later verandert in 1 april 1914)[1]
- Oberleutnant: 1 augustus 1923[1]
- Hauptmann: 1 april 1928[1]
- Major: 1 november 1934[1]
- Oberstleutnant: 1 augustus 1937 (RDA 1 januari 1937)[1]
- Oberst: 1 december 1939[1][4]
- Generalmajor: 1 oktober 1942[1][4]
- Generalleutnant: 1 april 1943[1][4]
- General der Gebirgstruppe: 9 november 1944[1][4]

## Decoraties
- Ridderkruis van het IJzeren Kruis op 7 augustus 1943 als Generalleutnant en bevelhebber van de 101. Jäger-Division[5][6][7][4]
- Ridderkruis van het IJzeren Kruis met Eikenloof (nr.475) op 14 mei 1944 als Generalleutnant en bevelhebber van de 101. Jäger-Division[5][8][7][4]
- IJzeren Kruis 1914, 1e Klasse (25 oktober 1916)[9][7]en 2e Klasse (11 juni 1915)[9][7]
- Herhalingsgesp bij IJzeren Kruis 1939, 1e Klasse (20 oktober 1939)[5][9][7]en 2e Klasse (25 september 1939)[5][9][7]
- Duits Kruis in goud op  25 april 1942 als Oberst i.G. in Generalkommando XX. Armeekorps[5][7][4]
- Storminsigne van de Infanterie in zilver op 14 oktober 1942[5][7]
- Erekruis voor Frontstrijders in de Wereldoorlog in 1934[5][7]
- Anschlussmedaille op 15 augustus 1939[7]
- Medaille ter Herinnering aan de 13e Maart 1938 op 8 november 1938[5][7]
- Kubanschild in 1943[5]
- Militaire Orde voor Dapperheid in de Oorlog, der Vierde Klasse[1]
- Orde van Militaire Verdienste, der Vierde Klasse met Zwaarden op 9 januari 1916[5][1]
- Orde van Michaël de Dappere, der Tweede Klasse op 15 juni 1943[5][1]
- Dienstonderscheiding van Leger en Marine voor (12 dienstjaren) (2 oktober 1936)[1], (25 dienstjaren) (3 augustus 1939)[5][1] dienstjaren)
- Medaille Winterschlacht im Osten 1941/42 op 7 augustus 1942[5][7]
- Gewondeninsigne 1918 in zwart[5]
- Medaille ter Herinnering aan de Thuiskomst van het Memelland in 1939[5]
- Hongaarse Herinneringsmedaille van de Eerste Wereldoorlog met Zwaarden op 2 november 1934[5][1]
- Vogel werd eenmaal genoemd in het Wehrmachtsbericht. Dat gebeurde op:
- 29 maart 1944[5][7]